# Cylindrepomus bilineatus
Cylindrepomus bilineatus là một loài bọ cánh cứng trong họ Cerambycidae.